# Lamprolepis leucosticta
Lamprolepis leucosticta är en ödleart som beskrevs av Müller 1923. Lamprolepis leucosticta ingår i släktet Lamprolepis och familjen skinkar. Inga underarter finns listade i Catalogue of Life.
Arten förekommer på västra Java och klättrar främst i träd. Fortplantningssättet är okänt.